# اچ‌ام‌ای‌اس جپاریت
اچ‌ام‌ای‌اس جپاریت (به انگلیسی: HMAS Jeparit) یک کشتی بود که طول آن ۴۳۵٫۶ فوت (۱۳۲٫۸ متر) بود. این کشتی در سال ۱۹۶۴ ساخته شد.